# Шербакульское городское поселение
Шербакульское городско́е поселе́ние — муниципальное образование в Шербакульском районе Омской области Российской Федерации.
Административный центр — рабочий посёлок Шербакуль.

## История
Статус и границы городского поселения установлены Законом Омской области от 30 июля 2004 года № 548-ОЗ «О границах и статусе муниципальных образований Омской области».

## Население
| 2010  | 2011  | 2012  | 2013  | 2014  | 2015  | 2016  |
| ----- | ----- | ----- | ----- | ----- | ----- | ----- |
| 6976  | ↘6952 | ↘6802 | ↗6829 | ↘6756 | ↘6673 | ↘6627 |
| 2017  | 2018  | 2019  | 2020  | 2021  | 2023  |       |
| ↘6595 | ↘6579 | ↘6478 | ↘6465 | ↗6540 | ↘6454 |       |

Гендерный состав
По данным Всероссийской переписи населения 2010 года в гендерной структуре населения из 6976 человек мужчин — 3195, женщин — 3781 (45,8 и 54,2 % соответственно).

## Состав городского поселения
| № | Населённый пункт | Тип населённого пункта                  | Население |
| - | ---------------- | --------------------------------------- | --------- |
| 1 | Шербакуль        | рабочий посёлок, административный центр | ↘6454     |